# Mylonchulus lacustris
Mylonchulus lacustris är en rundmaskart som först beskrevs av Nathan Augustus Cobb 1915.  Mylonchulus lacustris ingår i släktet Mylonchulus och familjen Mononchidae. Inga underarter finns listade i Catalogue of Life.